# Sypniewo (gemeente)
De gemeente Sypniewo is een landgemeente in het Poolse woiwodschap Mazovië, in powiat Makowski.
De zetel van de gemeente is in Sypniewo.
Op 30 juni 2004 telde de gemeente 3541 inwoners.

## Oppervlakte gegevens
In 2002 bedroeg de totale oppervlakte van gemeente Sypniewo 128,58 km², waarvan:
- agrarisch gebied: 73%
- bossen: 22%

De gemeente beslaat 12,08% van de totale oppervlakte van de powiat.

## Demografie
Stand op 30 juni 2004:
| Omschrijving                   | Totaal | Totaal | Vrouwen | Vrouwen | Mannen | Mannen |
| ------------------------------ | ------ | ------ | ------- | ------- | ------ | ------ |
| eenheid                        | aantal | %      | aantal  | %       | aantal | %      |
| inwoners                       | 3541   | 100    | 1727    | 48,8    | 1814   | 51,2   |
| bevolkingsdichtheid (inw./km²) | 27,5   | 27,5   | 13,4    | 13,4    | 14,1   | 14,1   |

In 2002 bedroeg het gemiddelde inkomen per inwoner 1370,13 zł.

## Administratieve plaatsen (sołectwo)
Batogowo, Biedrzyce-Koziegłowy, Biedrzyce-Stara Wieś, Boruty, Chełchy, Chojnowo, Dylewo, Gąsewo Poduchowne, Glącka, Glinki-Rafały, Jarzyły, Majki-Tykiewki, Mamino, Nowe Gąsewo, Nowe Sypniewo, Nowy Szczeglin, Olki, Poświętne, Rawy, Rzechowo-Gać, Rzechowo Wielkie, Rzechówek, Sławkowo, Stare Glinki, Strzemieczne-Sędki, Sypniewo, Szczeglin Poduchowny, Zalesie, Zamość, Ziemaki.
Zonder de status sołectwo : Gutowo, Różanica.

## Aangrenzende gemeenten
Czerwonka, Krasnosielc, Młynarze, Olszewo-Borki, Płoniawy-Bramura
- Virtual International Authority File: 307484403